# Wickie's Wervelwind
Wickie's Wervelwind is een attractie in het Belgische attractiepark Plopsaland Belgium. Het ligt in Wickieland, de zone die draait rond het personage Wickie de Viking.
De attractie is een schommelende bank van het type Wild Swing van de Duitse fabrikant ART Engineering en werd geopend in 2025.

## Geschiedenis
Wickie's Wervelwind was oorspronkelijk aangekocht voor Plopsa Indoor Coevorden. Het werd aangekondigd op 24 januari 2025 en werd datzelfde jaar op 12 juli geopend. Het is hiermee een aanvulling op het feestjaar waarin Plopsaland Belgium haar 25ste verjaardag viert. 

## Beschrijving
Wickie's Wervelwind is een schommelende bank van het type Wild Swing van de Duitse fabrikant ART Engineering. De attractie ziet er op het eerste zicht uit als een topspin, zoals bijvoorbeeld Talocan in Phantasialand, maar is met 12 meter een stuk kleiner. Het richt zich op kinderen en families en gaat niet over de kop.
Bezoekers nemen plaats aan een van de twee kanten van de attractie. Aan elke kant kunnen acht personen zitten. Men dient ten minste een meter lang te zijn om de attractie te mogen betreden. Kinderen tot 1,20 m moeten begeleid worden door een volwassene.